# تپه النگ
تپه النگ مربوط به عصر آهن است و در شهرستان کردکوی، بخش مرکزی، روستای النگ واقع شده و این اثر در تاریخ ۱۰ بهمن ۱۳۸۳ با شمارهٔ ثبت ۱۱۳۲۲ به‌عنوان یکی از آثار ملی ایران به ثبت رسیده است.